# Симонов, Станислав Николаевич
Станислав Николаевич Симонов (19 января 1941; Нижний Тагил, Свердловская область, РСФСР, СССР — 26 мая 1978; неизвестно) — советский киноактёр эпизодических ролей.

## Биография
Родился 19 января 1941 года в Нижнем Тагиле Свердловской области.
Вырос в обычной рабочей семье. Мать работала мотористкой на Нижнетагильском коксохимическом заводе. Родной отец Симонова ушёл из семьи в другую, когда Станислав был ещё маленьким. Его мать повторно вышла замуж за мужчину, который работал где и она сама, только в другом направлении, в должности установщика вагоноопрокидывателя. Они и воспитывали сына.
В 1959 году после окончания средней школы, устроился электрослесарем в колесопрокатный цех по напольному оборудованию. Сама работа ему не была по душе и он спустя год уволился по собственному желанию, после чего отправился в столицу, где был принят на актёрский факультет ВГИКа. Впервые начал играть в спектаклях, но его позже забрали в армию на год, после того, как отслужил, вернулся, не было работы, только семья, жена и собственный ребёнок, успев обзовестись семьёй ещё до армии. Сама супруга через свои связи помогла мужу Симонову получить место в актёрском штате Киностудии им. М. Горького, куда и был взят мужчина. Там у него был хороший оклад, Симонов отыграл несколько эпизодических ролей в кинофильмах, параллельно пытаясь пробовать себя в дубляже, но это было безуспешно, только лишь несколько озвучиваний всё-таки получилось.
Супруга скончалась, Симонов начал выпивать, из-за этого у мужчины появилась алкогольная зависимость, после чего его перестали звать сниматься в киноматографию. Симонов не мог воспитывать дочь один и её забрали к себе жить родственники супруги. После того, когда Симонов пришёл навестить свою дочь в алкогольном опьянении, его не пустили на порог квартиры. Однажды сидя на ступеньках подъезда, его сердце перестало биться.
Ушёл из жизни 26 мая 1978 года по причине алкогольной зависимости.

## Фильмография
- 1964 — Живёт такой парень — парень на танцах
- 1965 — Время, вперёд! — рабочий из бригады бетонщиков Кости Ищенко
- 1967 — Звёзды и солдаты — неизвестно
- 1967 — Николай Бауман — половой в трактире
- 1967 — Таинственный монах — монах
- 1968 — Это было в разведке — Пирогов, разведчик
- 1968 — Золотой телёнок — корреспондент
- 1968 — Нейтральные воды — неизвестно
- 1969 — Адъютант его превосходительства — Николай, помощник машиниста
- 1970 — Песнь о Маншук — неизвестно
- 1970 — Красная площадь — неизвестно
- 1970 — Поиключения жёлтого чемоданчика — униформист
- 1970 — Серебряные трубы — друг Гайдара
- 1970 — Чайка — Яков
- 1971 — Держись за облака — неизвестно
- 1971 — Красная метель — неизвестно
- 1971 — Офицеры — Караульный
- 1972 — На Севере, на Юге, на Востоке, на Западе — Иван, сослуживец Артура
- 1972 — Свеаборг — солдат (фраза про старосту)
- 1973 — За облаками — небо — неизвестно
- 1974 — Помни имя своё — врач
- 1974 — Последняя встреча — Соенко
- 1975 — Семья Ивановых — неизвестно